# Chen Yiwen
Chen Yiwen (en chino: 陈艺文; Haikou, 15 de junio de 1999) es una deportista china que compite en saltos de trampolín.
Participó en los Juegos Olímpicos de París 2024, obteniendo dos medallas de oro, en las pruebas de trampolín 3 m y trampolín 3 m sincro (junto con Chang Yani).
Ganó diez medallas en el Campeonato Mundial de Natación entre los años 2019 y 2025. En los Juegos Asiáticos consiguió tres medallas, plata en 2018 y dos oros en 2022.

## Palmarés internacional
| Juegos Olímpicos   | Juegos Olímpicos        | Juegos Olímpicos | Juegos Olímpicos     |
| Año                | Lugar                   | Medalla          | Prueba               |
| ------------------ | ----------------------- | ---------------- | -------------------- |
| 2024               | París (Francia)         | Medalla de oro   | Trampolín 3 m        |
| 2024               | París (Francia)         | Medalla de oro   | Trampolín 3 m sincro |
| Campeonato Mundial |                         |                  |                      |
| Año                | Lugar                   | Medalla          | Prueba               |
| 2019               | Gwangju (Corea del Sur) | Medalla de oro   | Trampolín 1 m        |
| 2022               | Budapest (Hungría)      | Medalla de oro   | Trampolín 3 m        |
| 2022               | Budapest (Hungría)      | Medalla de oro   | Trampolín 3 m sincro |
| 2023               | Fukuoka (Japón)         | Medalla de oro   | Trampolín 3 m        |
| 2023               | Fukuoka (Japón)         | Medalla de oro   | Trampolín 3 m sincro |
| 2024               | Doha (Catar)            | Medalla de oro   | Trampolín 3 m sincro |
| 2024               | Doha (Catar)            | Medalla de plata | Trampolín 3 m        |
| 2025               | Singapur (Singapur)     | Medalla de oro   | Trampolín 3 m        |
| 2025               | Singapur (Singapur)     | Medalla de oro   | Trampolín 3 m sincro |
| 2025               | Singapur (Singapur)     | Medalla de oro   | Equipo mixto         |
| Juegos Asiáticos   |                         |                  |                      |
| Año                | Lugar                   | Medalla          | Prueba               |
| 2018               | Yakarta (Indonesia)     | Medalla de plata | Trampolín 1 m        |
| 2022               | Hangzhou (China)        | Medalla de oro   | Trampolín 3 m        |
| 2022               | Hangzhou (China)        | Medalla de oro   | Trampolín 3 m sincro |